# Rodniki (Kaliningrad, Prawdinsk)
Rodniki (russisch Родники, deutsch Leißienen) ist ein Ort in der russischen Oblast Kaliningrad (Gebiet Königsberg (Preußen)) und gehört zur Prawdinskoje gorodskoje posselenije (Stadtgemeinde Prawdinsk Friedland (Ostpr.)) im Rajon Prawdinsk (Kreis Friedland).

## Geographische Lage
Rodniki liegt am linken Ufer der Alle (russisch: Lawa) und ist 18 Kilometer von der jetzigen Rajonshauptstadt Prawdinsk (Friedland) entfernt. Bis zur früheren Kreisstadt Wehlau (heute russisch: Snamensk) sind es zehn Kilometer. Durch den Ort verläuft die russische Fernstraße R 514 (ehemalige deutsche Reichsstraße 142). Eine Bahnanbindung besteht über die Station in Snamensk an der Bahnstrecke Kaliningrad–Nesterow–Litauen (ehemalige Preußische Ostbahn).

## Geschichte
Der ehedem Leißienen genannte Ort wurde am 13. Juni 1874 Sitz und namensgebender Ort eines Amtsbezirks, jedoch nur für wenige Wochen, bis man ihn in „Amtsbezirk Plauen“ (russisch: Fedotowo) umbenannte. Er gehörte bis 1945 zum Landkreis Wehlau im Regierungsbezirk Königsberg der preußischen Provinz Ostpreußen. Im Jahre 1910 zählte der Gutsbezirk Leißienen – zu ihm gehörten die Vorwerk Milchwalde und Redden – 230 Einwohner. 1924 wurde vom Bauunternehmen Windschild & Langelott aus Königsberg eine neue Eisenbeton-Brücke über die Alle errichtet, die den Namen "Hindenburgbrücke" erhielt.
Am 30. September 1928 schlossen sich die Landgemeinde Rockelkeim, der Gutsbezirk Georgenberg und der Gutsbezirk Leißienen zusammen und bildeten die neue Landgemeinde Leißienen, die ab jetzt zum Amtsbezirk Rockelkeim gehörte. Die Zahl der Einwohner betrug 1933 381 und 1939 bereits 425.
Infolge des Zweiten Weltkrieges kam Leißienen wie das ganze nördliche Ostpreußen zur Sowjetunion und wurde 1946 in „Rodniki“ umbenannt. In der ab 1991/92 russischen Oblast Kaliningrad wurde der Ort im Jahre 2009 aufgrund einer Struktur- und Verwaltungsreform eine als „Siedlung“ (russisch: possjolok) eingestufte Ortschaft innerhalb der Prawdinskoje gorodskoje posselenije (Stadtgemeinde Prawdinsk) im Rajon Prawdinsk.

## Kirche
Aufgrund seiner mehrheitlich evangelischen Bevölkerung war Leißienen bis 1945 in das Kirchspiel Allenburg (russisch: Druschba) eingepfarrt. Es gehörte zum Kirchenkreis Wehlau (russisch: Snamensk) innerhalb der Kirchenprovinz Ostpreußen der Kirche der Altpreußischen Union.
Auch heute liegt Rodniki im Einzugsbereich der Kirchengemeinde in Druschba (Allenburg), die jetzt eine Filialgemeinde der Auferstehungskirche in Kaliningrad (Königsberg) ist. Sie gehört damit zur Propstei Kaliningrad der Evangelisch-Lutherischen Kirche Europäisches Russland (ELKER).

## Persönlichkeit des Ortes
- Else von Sperber (1881–1977), deutsche Politikerin (DNVP)